# Seznam typů jízdních kol
Toto je seznam typů jízdních kol. Existuje mnoho typů jízdních kol, které je možné dále řadit dle různých faktorů, jak je typ využití, druh sportu, materiál či konstrukce.

## Typy kol

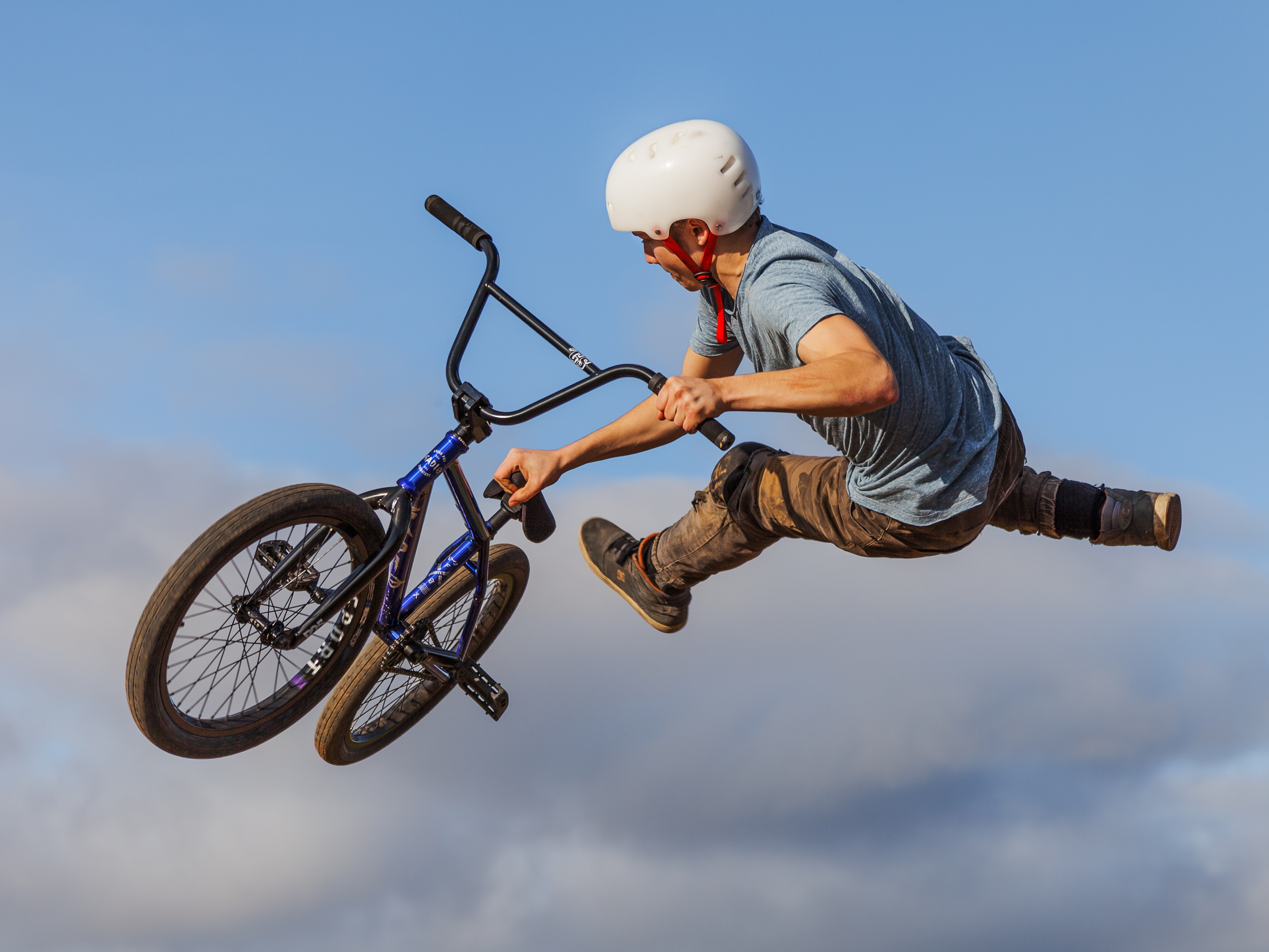
BMX kolo

### BMX
Speciální kola uzpůsobená pro sport BMX. Mají níže položené sedlo, často nemají brzdy a skoro nikdy nemají převody (tedy kolo s pevným převodem). Mají velikost kol 16 (dětská kola) až 24 palců, tedy menší než ta nejvíce používaná.
Jsou přizpůsobena na skoky a různé triky, které ke sportu BMX patří. Často jsou používána ve skateparcích.

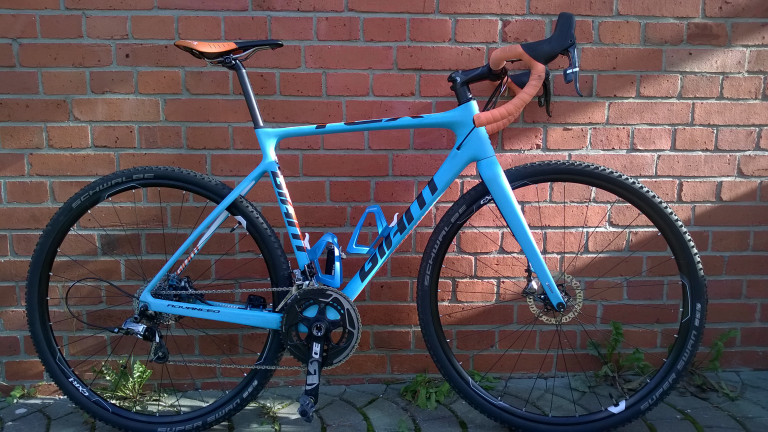
Cyklokrosové kolo

### Cyklokrosové kolo

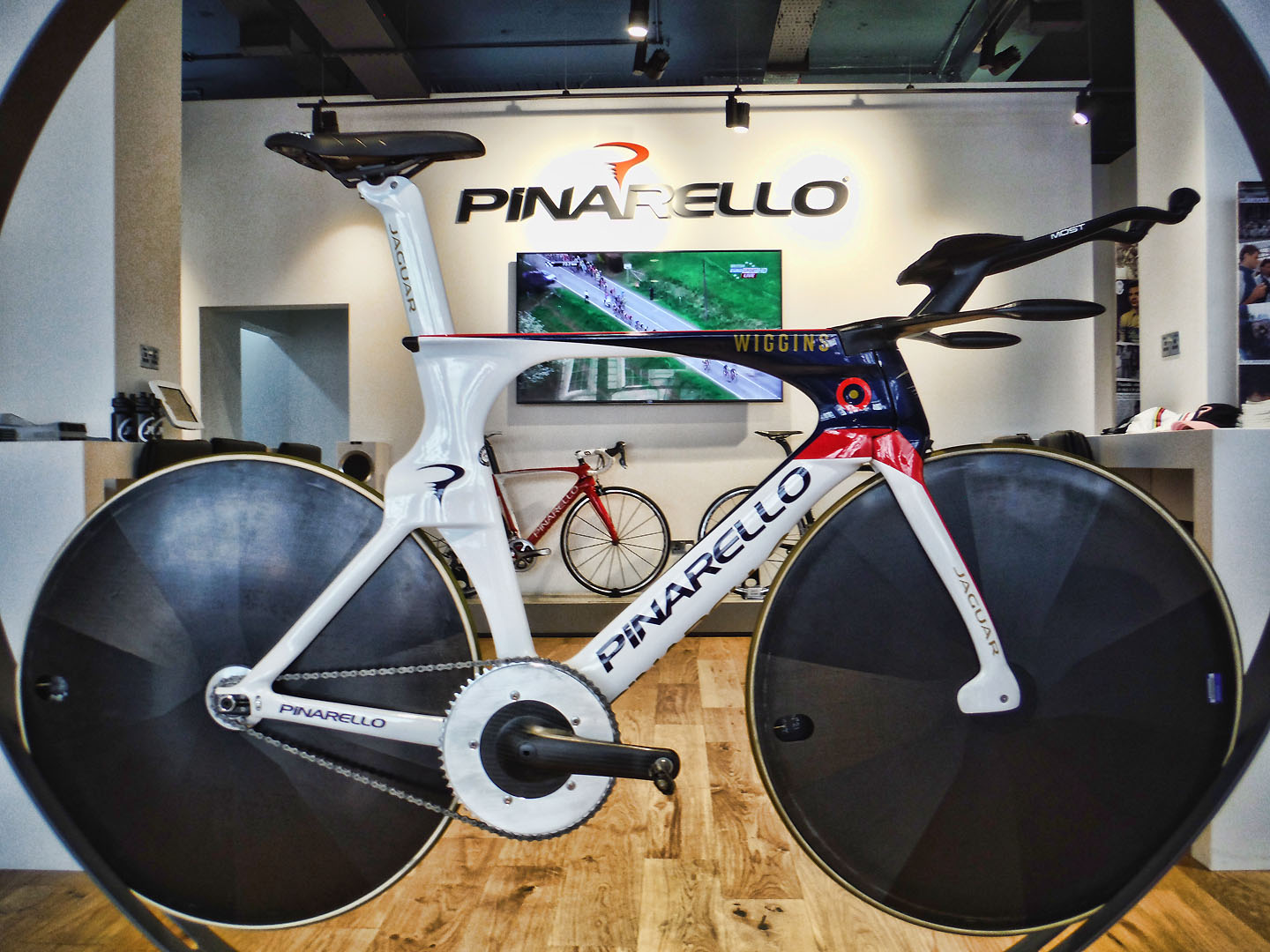
Dráhové kolo

Závodní kolo uzpůsobené pro cyklokros, tedy závody na různých typech povrchů na 2,5 až 3,5 kilometru. Podobají se jak horským (pneumatiky pro terén), tak silničním kolům (jsou lehká, úzké ráfky a pláště). Většinou mají zahnutá řídítka.

### Dráhové kolo
Speciálně upravené sportovní kolo, které se používá na závodění na velodromu. V dráhové cyklistice je důležitá co největší aerodynamika. Jedná se o nejrychlejší typ kola, který se vyrábí. Všechny aspekty jeho konstrukce jsou primárně zaměřeny na co nejrychlejší jízdu a aerodynamiku.
Jsou lehčí než jiná kola, mají vysoko postavené sedlo, vyplněná kola, velmi úzké pneumatiky a vysoký tlak, který snižuje valivý odpor. Jedná se o kolo s pevným převodem, které nemá ani žádné brzdy a další příslušenství - primárně kvůli co nejnižší váze.

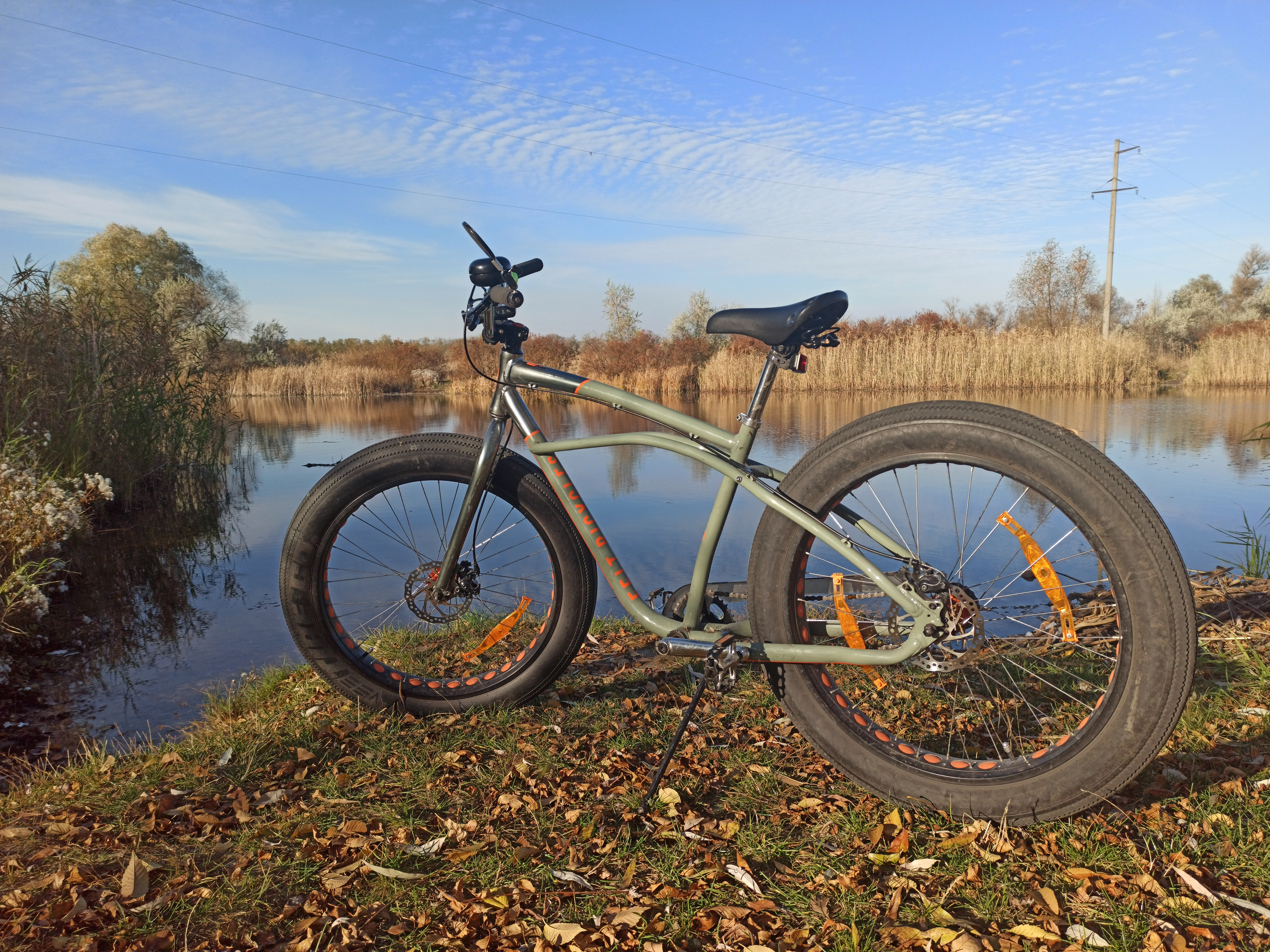
Fatbike

### Fatbike
Terénní kolo, které má velmi široké pneumatiky. Je uzpůsobené jízdě na nestabilním terénu, nejčastěji na písku nebo sněhu. Díky šířce pneumatik, které mají zárověň nižští tlak, má menší šanci, že by v tomto terénu zapadlo. Pneumatiky na klasických kolech jsou velmi úzké a je tak prakticky nemožné jezdit na pláži nebo sněhu.
Někdy se používají i pro provoz ve městě v turistických oblastech, a to kvůli svému specifickému vzhledu, který dokáže zaujmout.

### Gravelové kolo

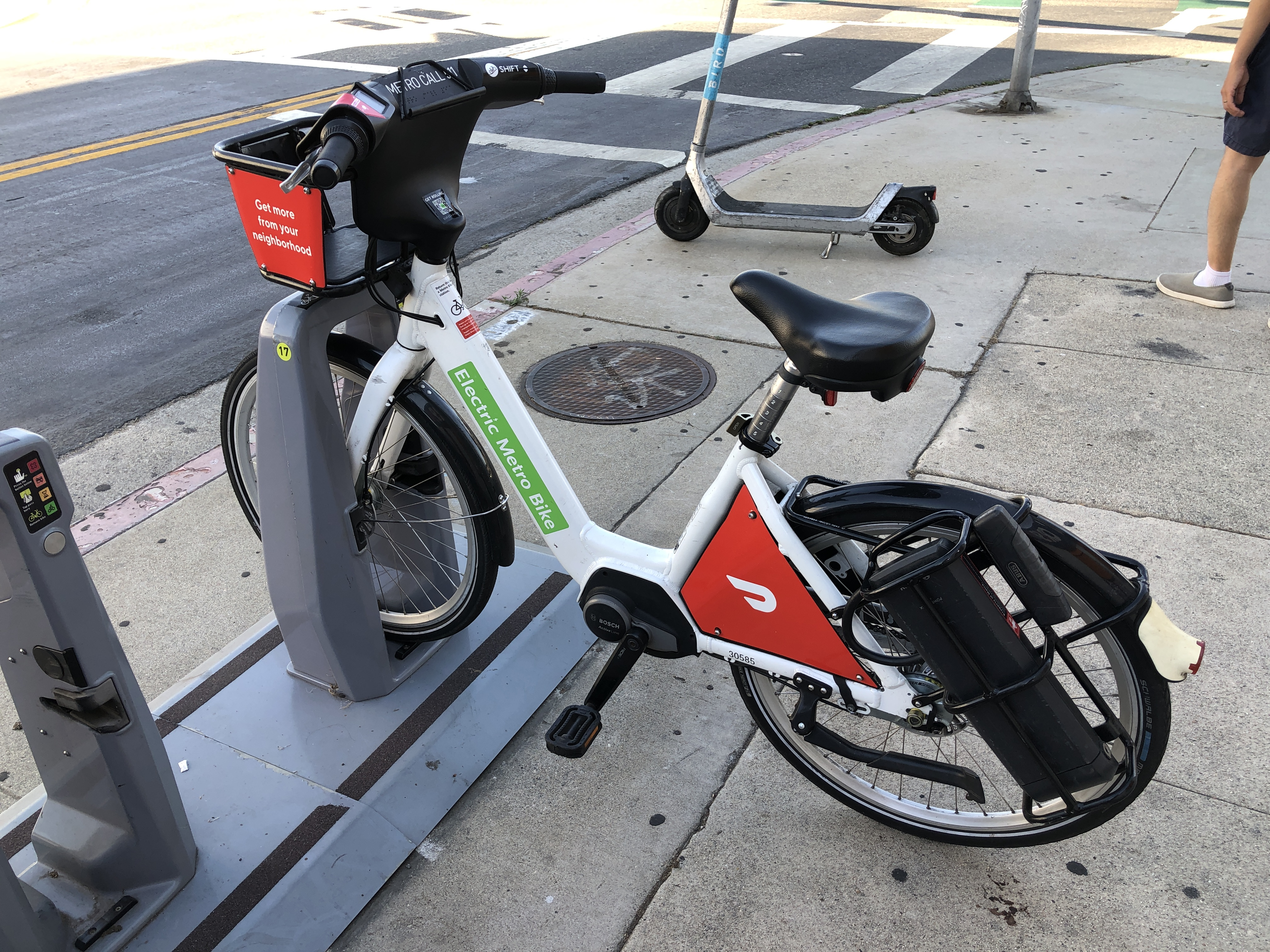
Městské elektrokolo

Od anglického slova gravel (štěrk). Jedná se o kombinaci mezi silničním kolem a horským kolem. Je vhodné na jízdu po lesní cestě i po silnici. Má užší pneumatiky než horské kolo, ale s větším vzorkem než silniční kolo. Pro svoji všestranost si získává na oblibě.

### Elektrokolo
Jakékoliv jízdní kolo s přidaným elektromotorem. Dále se může dělit na další podkategorie, jako je horské kolo, nákladní kolo nebo městské kolo. Motor poskytuje asistenci, je tedy nutné pro jeho zapnutí šlapat. V Evropské unii je maximální rychlost pro zapnutý motor stanovena na 25 km/h, v USA na 32 km/h.
Časté využití má například u nákladních kol, protože umožňuje převoz těžšího nákladu při menší námaze. Populární jsou kola také v kopcovitých oblastech.

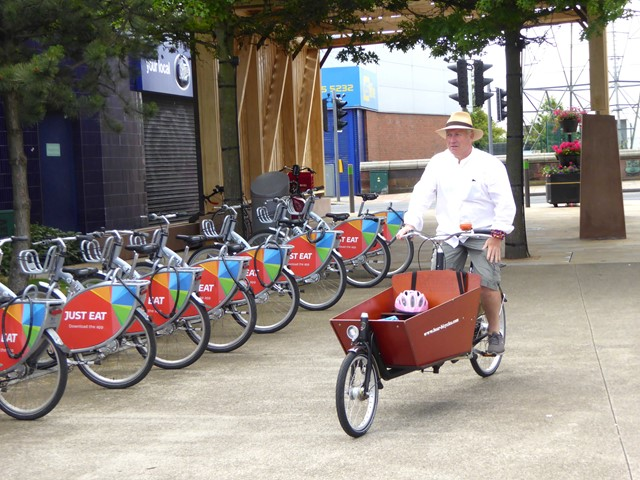
Nákladní kolo

### Nákladní kolo
Na kolech je možné odvézt velké množství nákladu. Na to slouží nákladní kola, někdy také nazývaná cargo kola. Existuje více druhů, primárně podle toho, kde je umístěný náklad. Nejčastější jsou tyto dva druhy - long tail a bakfiets. Long tail má prodlouženou zadní část kole, takže je náklad umístění za cyklistou. Bakfiets je název z nizozemštiny, jedná se o kolo s bednou na náklad před řidičem. Existují také tříkolky a čtyřkolky.
Velká část nákladních kol jsou v provedení elektrokola. Jejich nosnost je totiž velmi vysoká, a pomoc elektrického motoru tak velmi zefektivní jejich provoz. Nákladní elektrokola používá v Česku například Česká pošta a mnoho dalších zásilkových služeb.

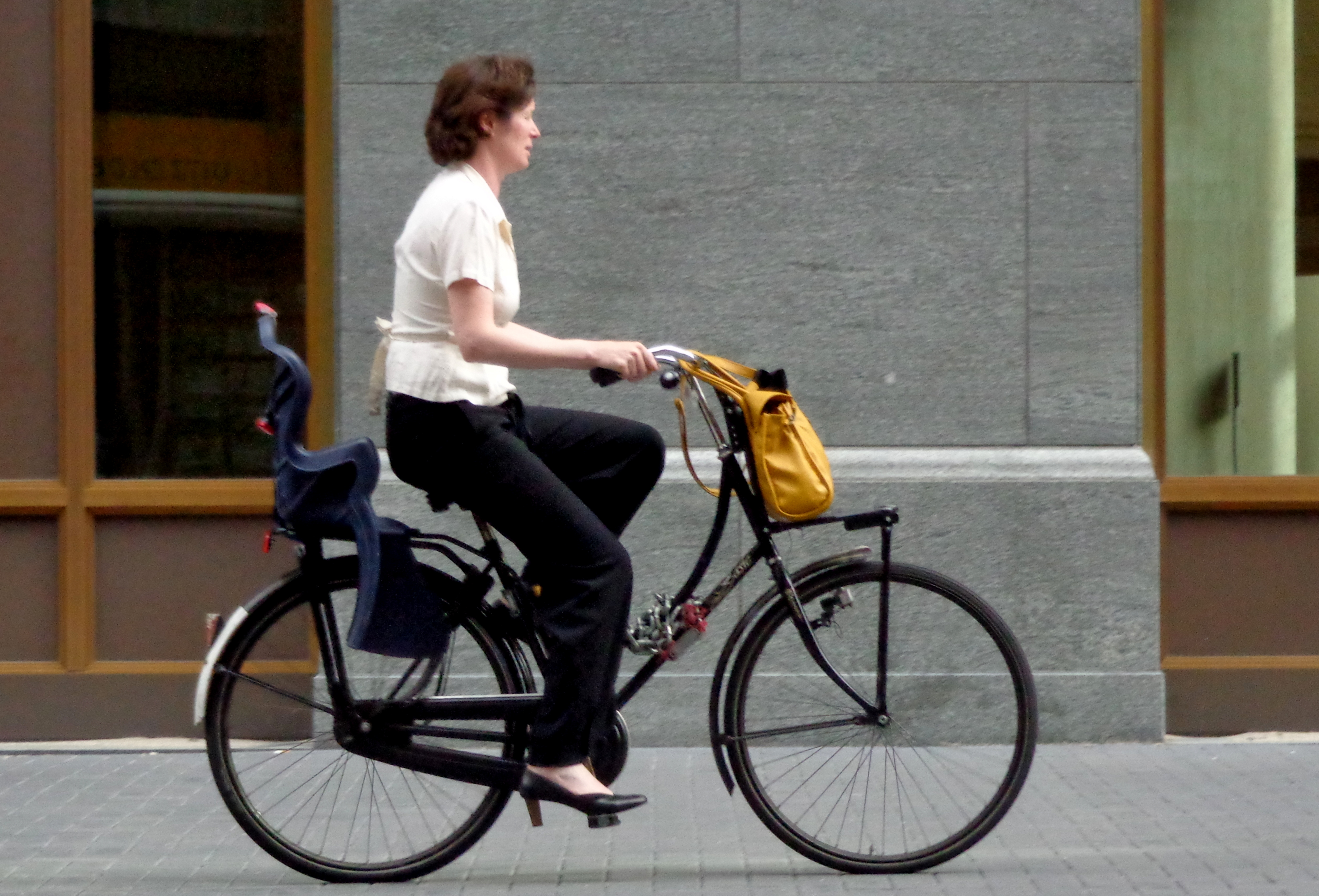
Městské kolo

### Městské kolo
Kolo přizpůsobené pohodlné jízdě po městě. Často má výše položená řídítka, pohodlné sedlo a rám pro snadnější nastupování. Bývá často doplněné košíkem, zvonkem či nosičem. Pro jízdu na něj se většinou používá klasické oblečení a boty.
Tento typ kol používají prakticky všechny firmy pro sdílení kol. Je také velice populární ve městech s vysokým podílem dopravních cyklistů, jako je Kodaň, Amsterdam nebo Utrecht.

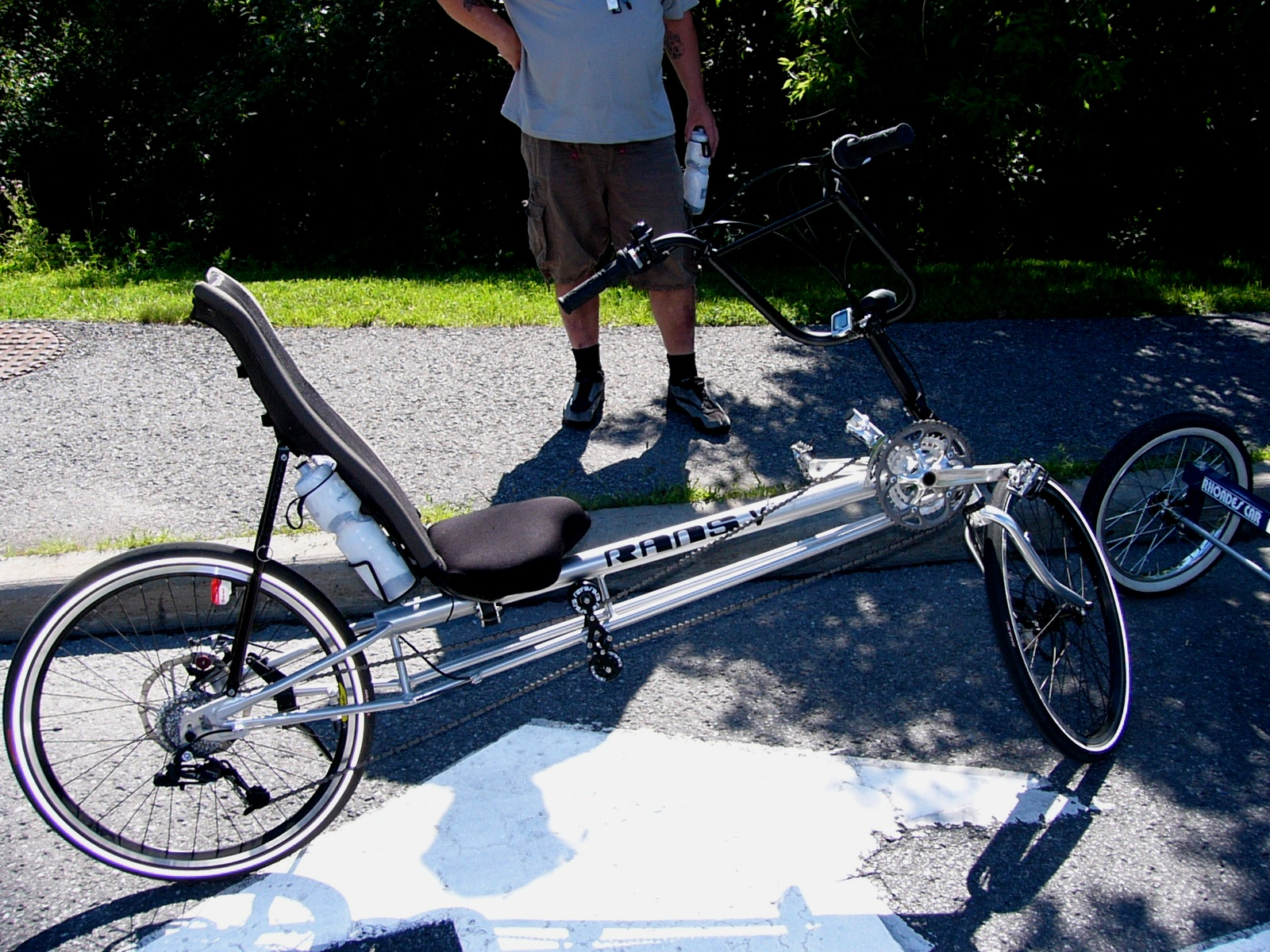
Lehokolo

### Lehokolo
Kolo, na kterém je cyklista v ležící nebo skoro-ležící poloze. Jedna z variant má místo šlapek na nohy pohon na ruce, což je vhodné pro jezdce s hendikepem dolních končetin. To se nazývá ruční cyklistika, což je i sportovní disciplína.
Díky své poloze má cyklista horší viditelnost za sebe a proto je lehokolo často vybaveno zpětným zrcátkem. Je také trochu omezena možnost manipulace, respektive je odlišná od kol s klasickým posedem, primárně protože je jezdec mnohem níže. Lehokola patří na trhu k velmi okrajové záležitosti, ale vyrábějí i v Česku.

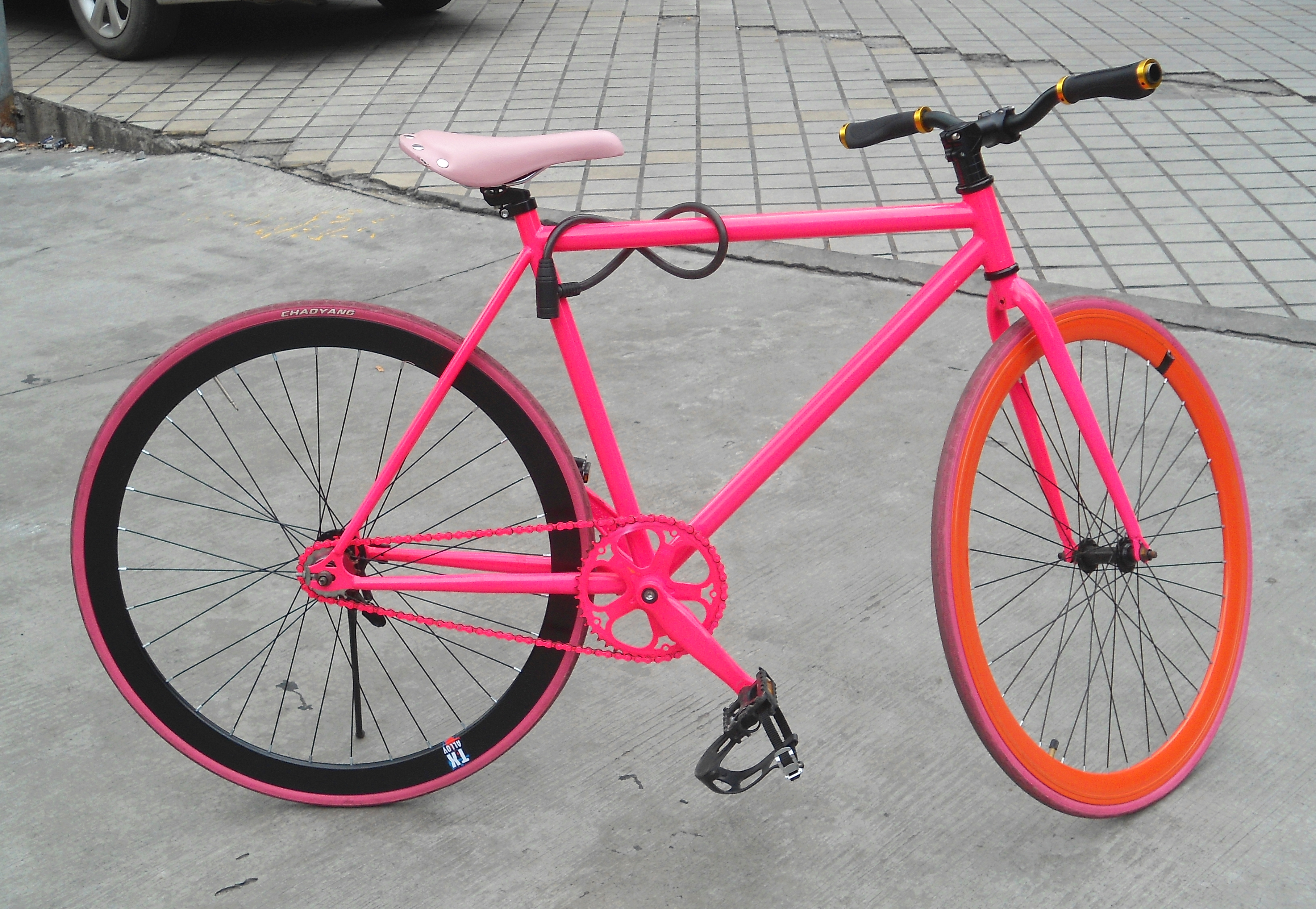
Kolo s pevným převodem

### Kolo s pevným převodem
Jakýkoliv typ kol se může dělit na kolo s převody, a kolo s pevným převodem. Historicky byla kola s pevným převodem využívána mnohem více. Nejčastěji jsou to dráhová kola, kde se převody nepoužívají prakticky nikdy. Naopak zase u kol vhodných do terenénu (horské kolo, gravelové kolo, fatbike) nebo nákladních kol se převody používají prakticky vždy.
Absence přehazovačky a převodů velmi snižuje počet součástek, které tato kola mají. Jsou tak jednodušší na opravy. Často také nemají brzy.

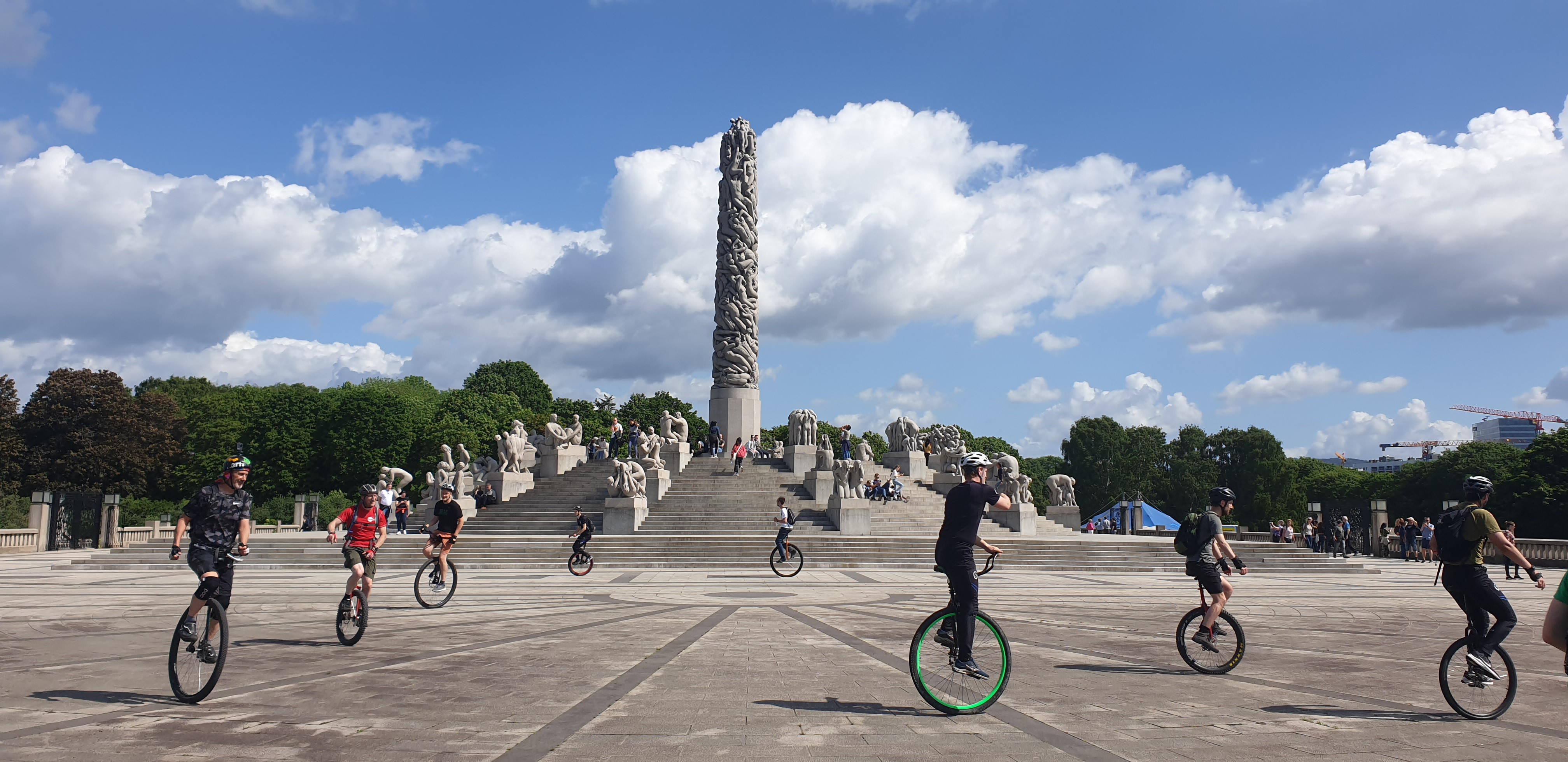
Skupina jednokolek

### Jednokolka
Velice specifická varianta pouze s jedním kolem. Má naprosto odlišnou konstrukci od ostatních kol. Nemá žádné brzdy, převody ani řídítka. Jediné kolo je umístěné přímo pod sedlem.
Jsou často používána artisty a v zábavním průmyslu. Používá se i ve sportu a výjimečně i v dopravní cyklistice. Podobně jako skládací kolo má díky své velikosti výhodu jednoduchého převozu v městské hromadné dopravě. V extrémních případech se dá použít na cesty na dlouhé vzálenosti.

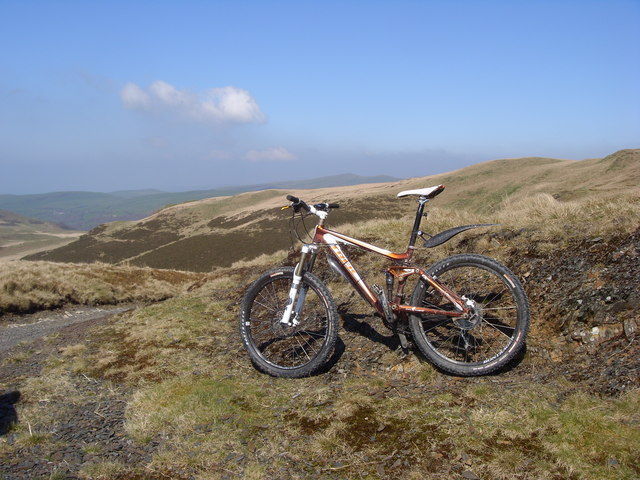
Horské kolo

### Horské kolo

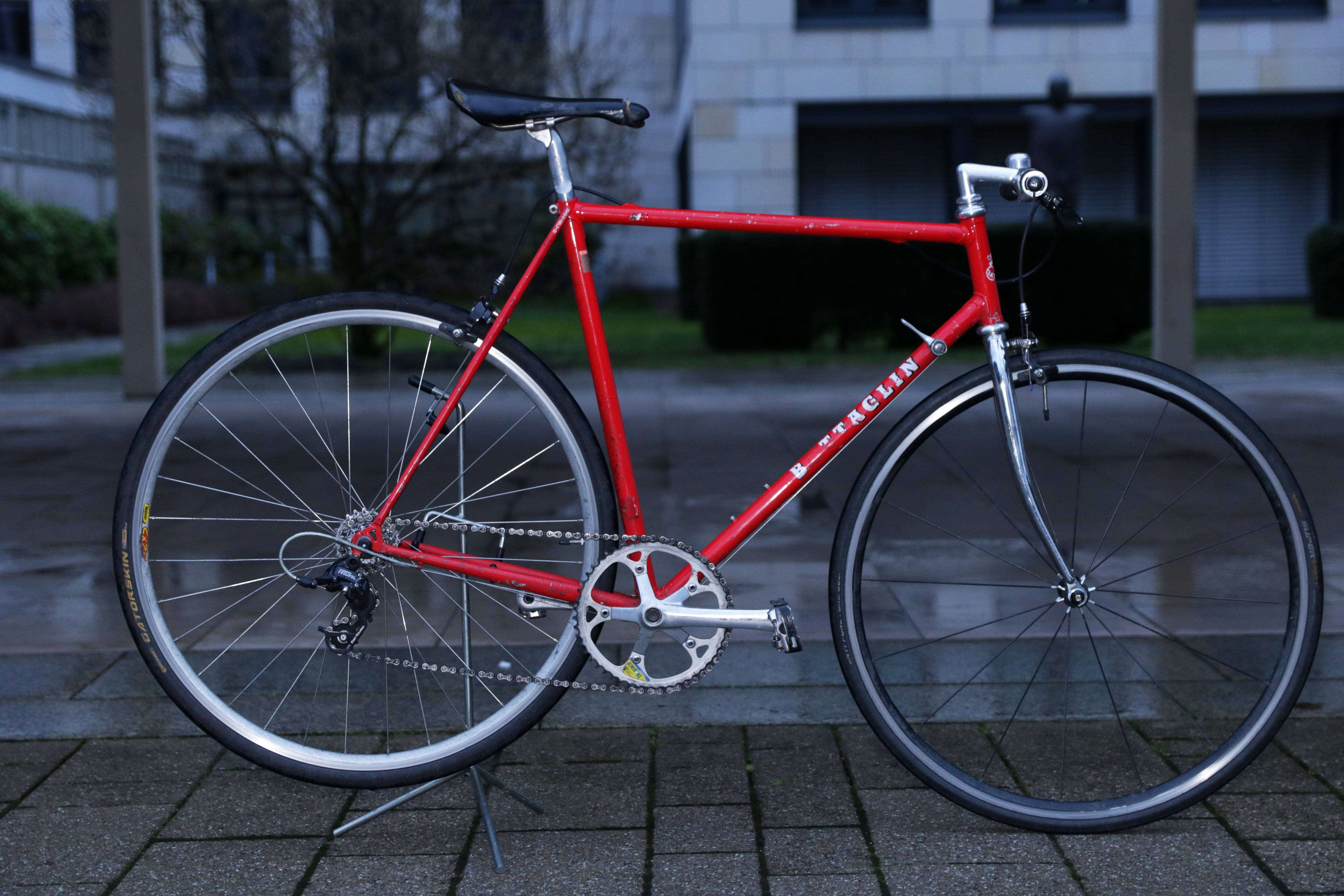
Silniční kolo

Jedno z nejvíce používaných základních variant kol. Má široké pneumatiky, odpružení a je vhodné pro jízdu na nezpevněných plochách a v terénu. Často se používá i pro jízdu na silnici, ale díky velkému valivému odporu kol na to není vhodné. V Česku se jedná o nejvíce prodávaný typ kol. Bývá často těžší, protože má mohutnější rám, který musí být odolnější vůči vibracím a případným nárazům. Ve sportovní cyklistice se horská kola používají v mnoha různých disciplínách - dowhnill, cross country, enduro, freeride, fourcross, dual slalom, freestyle a trial.

### Silniční kolo
Silniční kola jsou mají úzké preumatiky a většinou lehčí rám. Jsou uzpůsobená jízdě na silnici a nevhodná do terénu. Tato kola jsou používaná na nejznámějších cyklistických závodech světa, jako je Tour de France.
Pro rychlou jízdu je upravena i jeho konstrukce. Řídítka jsou položena níže než u jiných kol, mají menší a užší sedlo a často jsou vybaveny nášlapnými pedály. Nejnižší povolená váha na závodech organizace Mezinárodní cyklistické unie je 6,8 kilogramů.

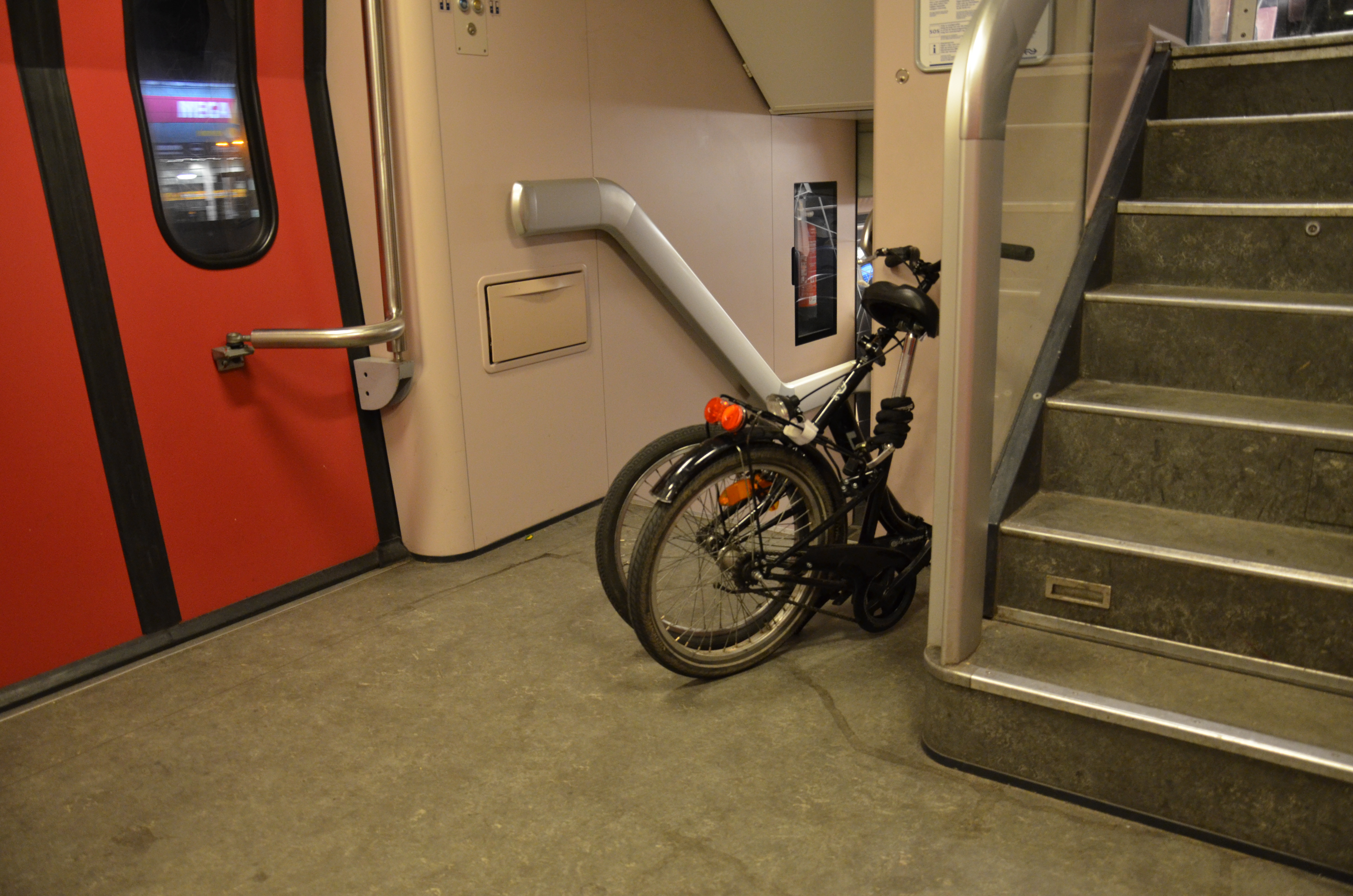
Složené skládací kolo ve vlaku

### Skládací kolo
Lidově nazývané skládačka. Jedná se o kolo, které jsou jednoduše složit, případně rychle rozebrat na více dílů, a tím zjednodušit jeho přepravu či uložení. Je tak vhodné pro jízdu kombinovanou s přepravou v městské hromadné dopravě. Složené kolo může být o velikosti kufříku.
Mezi jednu z nejznámějších českých značek vyrábějící skládací kola patřila Eska.

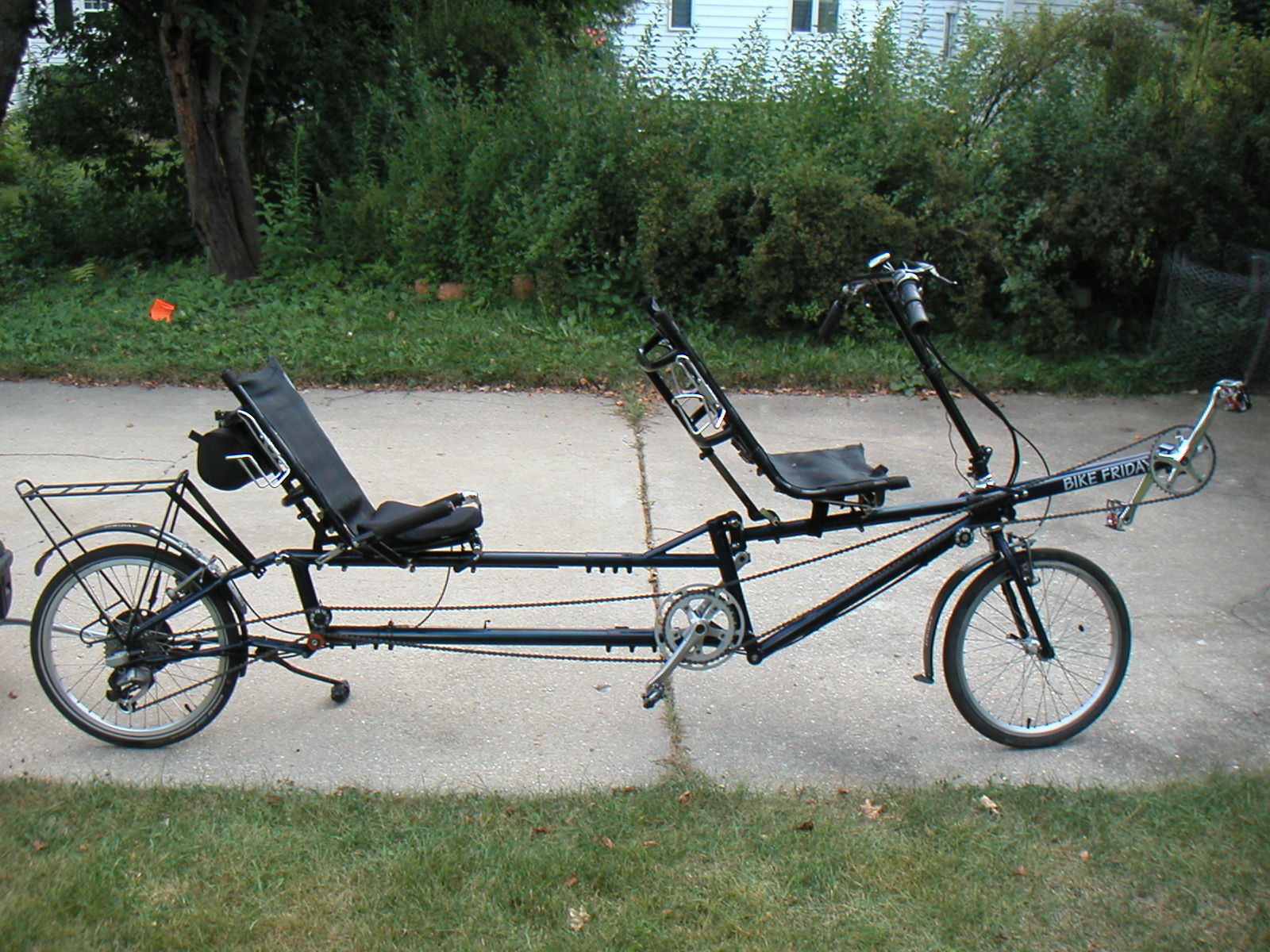
Tandemové lehokolo

### Tandemové kolo
Někdy se také nazývá dvojkolo. Jedná se o prodloužené kolo, které je pro více osob. Nejčastěji se vyrábějí verze pro dva jezdce, ale existují i varianty pro pět a více osob sedících za sebou. Má horší stabilitu oproti kolům pro jednu osobu. Tandemová kola existují i v dalších verzích, jako je fatbike, lehokolo, elektrokolo a další.
Kromě klasického využití se používá například pro jízdu s nevidomými jezdci. Ty tak mají možnost zažít jízdu na kole i přesto, že sami nemohou řídit. Částá je také varianta, kdy je přední část nižší, a uzpůsobená pro jízdu s dítětem.

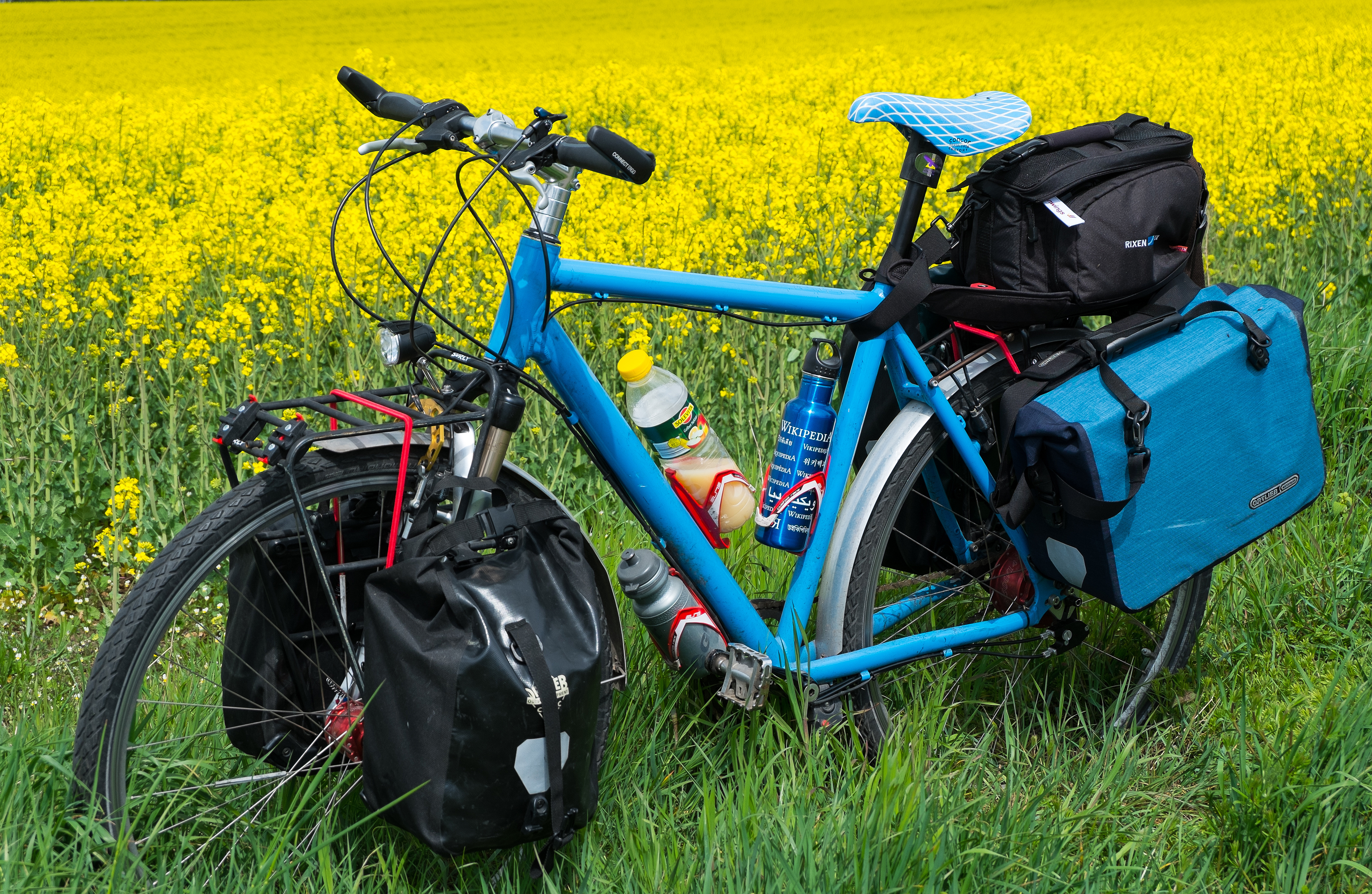
Trekové kolo s brašnami

### Trekové kolo
Někdy také nazývané trekingové kolo. Druh silničního kola, který je přizpůsobený pro dálkové jízdy, tedy vhodný pro cykloturistiku. Má užší pláště, než horské kolo, a je tam vhodné primárně na silnici a zpevněné cesty.
Ve většině případů je vybaven velkým možstvím cyklistických brašen a nosičem. Ty slouží k uložení věcí na dlouhých cestách.

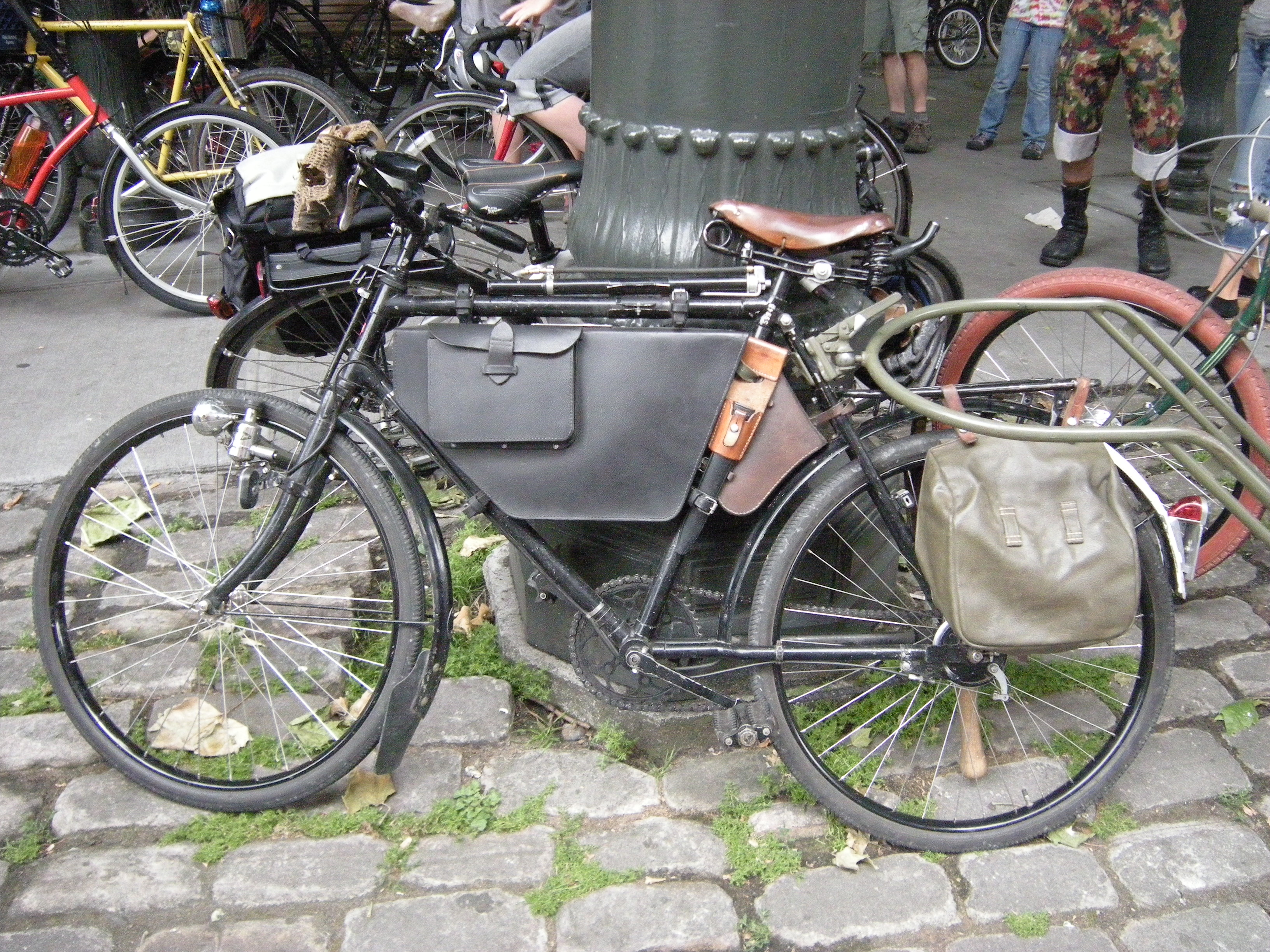
Kolo ze švýcarské armády

### Vojenské kolo
Kola byla historicky často využívaná pro rychlý, levný a tichý přesun vojáků, primárně na kratší vzdálenosti. Byla tradiční součástí většiny armád. I československá armáda nebyla výjimkou, a měla cyklistický oddíl.
Vojenská kola se stále používají, například ukrajinské ozbrojené síly používají upravená elektrokola, která jsou schopná rychlého a nenápadného přesunu poblíž frontových linií.

### Další varianty
Mezi další méně známá a méně používaná kola patří kolo na kolovou, hasičské kolo, poštovní kolo, lední kolo nebo kolo na krasojízdu.

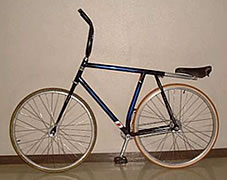
Kolo na kolovou
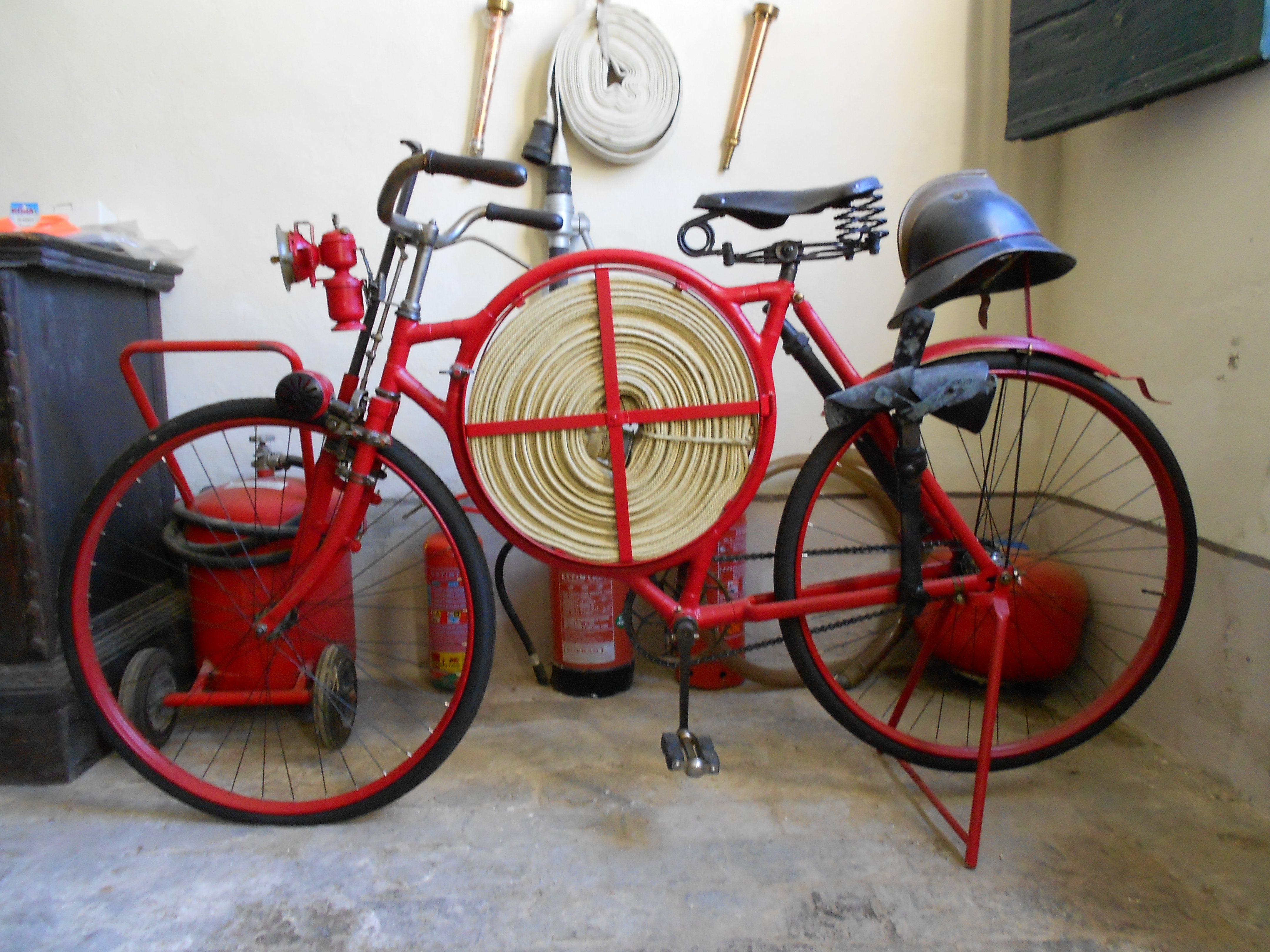
Hasičské kolo
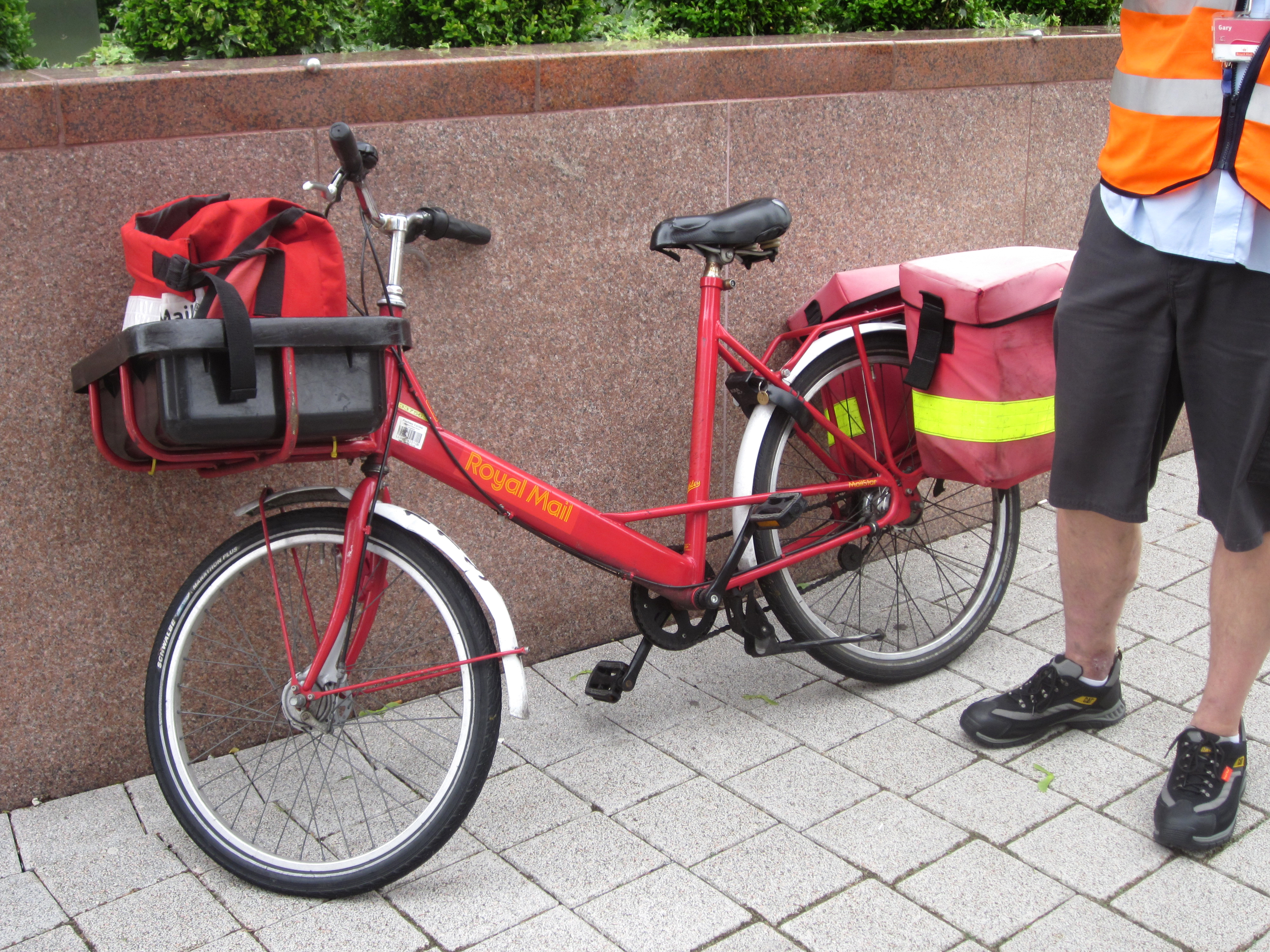
Poštovní kolo
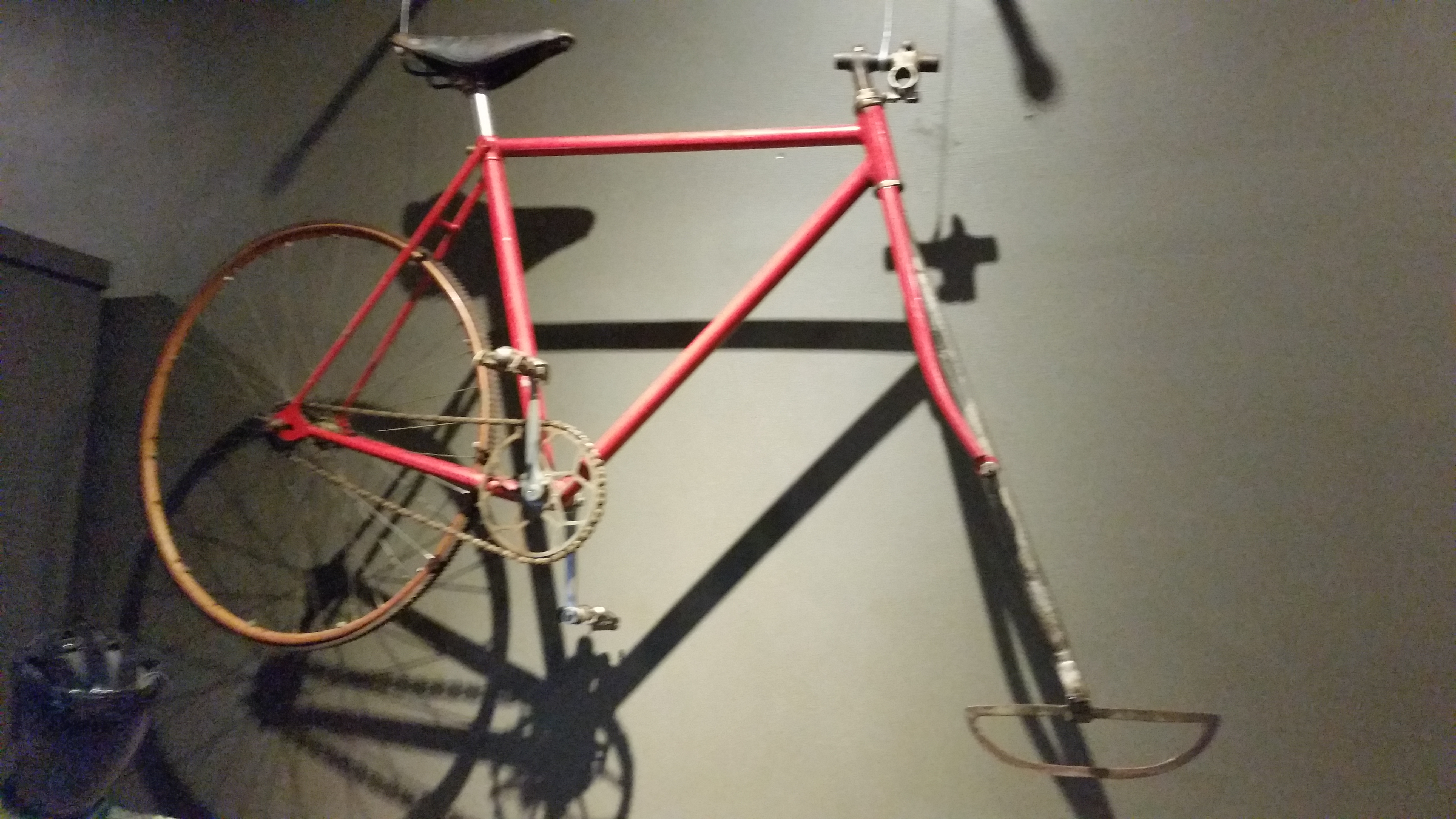
Lední kolo
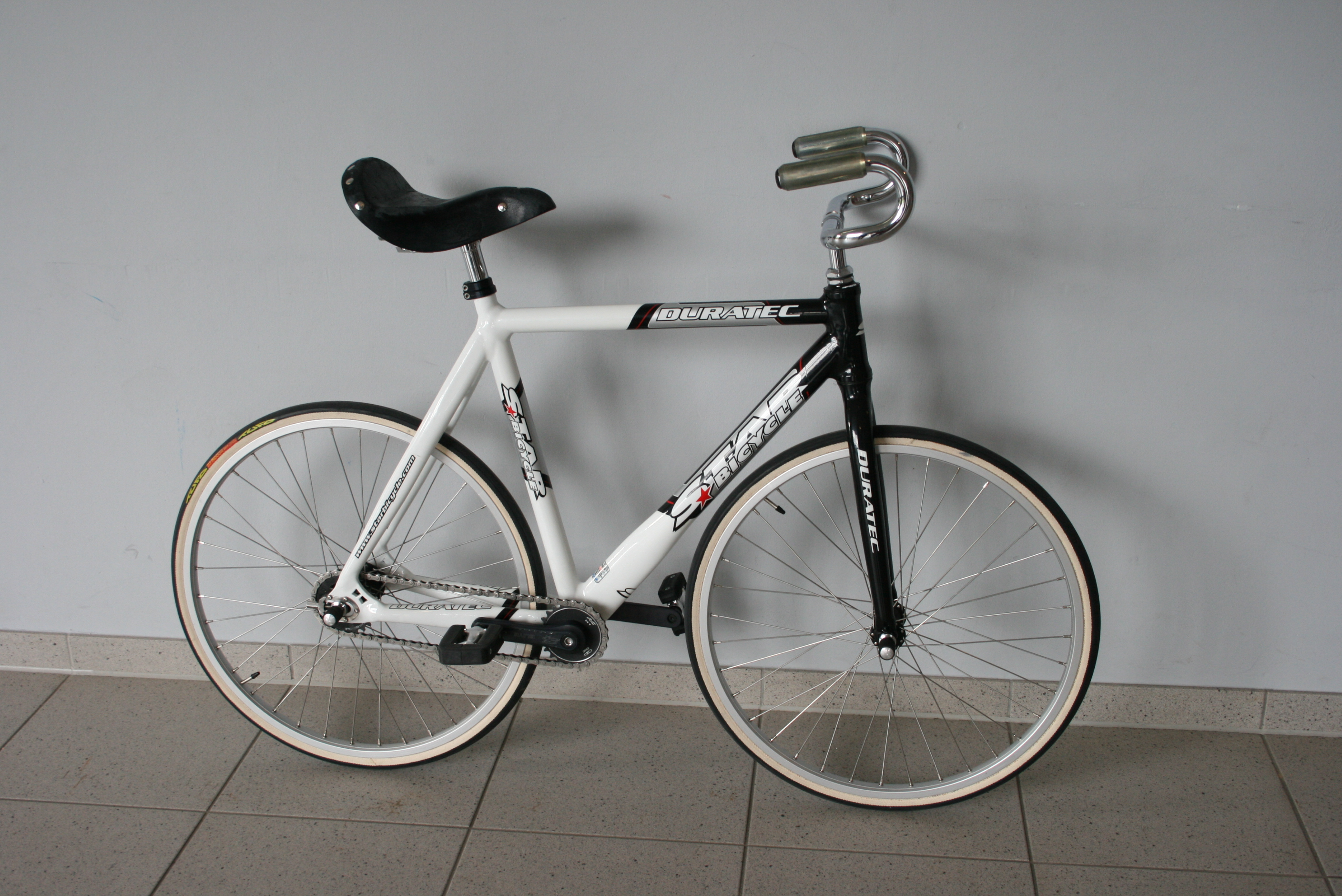
Kolo na krasojízdu